# Диск Рэлея
Диск Рэле́я (по имени английского физика Дж. У. Рэлея) — прибор для измерения колебательной скорости частиц в звуковой волне и силы звука. 

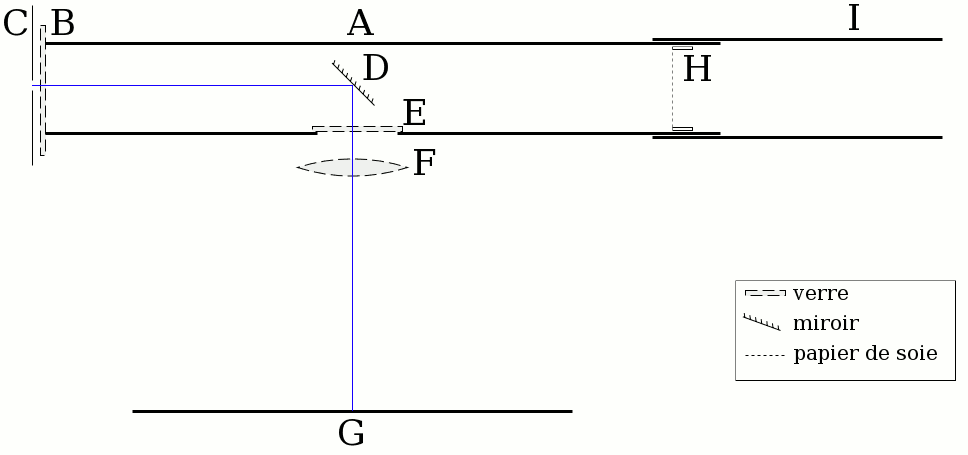
Схема измерения силы звука методом диска Рэлея. Бронзовая трубка A закрыта стеклом B и пластиной С с прорезью для луча света. Подвижное зеркало D подвешено на шелковой нити и возвращается в исходное положение небольшими магнитами; это диск, чувствительный к акустическому движению воздуха. Е - стеклянное окно, за ним линза F для проецирования световой линии на экран G. Мембрана из тонкой бумаги H защищает зеркало от потока воздуха, скользящая часть трубки I используется для настройки частоты

Представляет собой тонкую круглую пластинку из слюды или металла, подвешенную на тонкой (обычно кварцевой) нити. Угол поворота вокруг вертикальной оси определяется при помощи зеркальца. Поворот диска Рэлея в звуковой волне вызывается действием средних по времени гидродинамических сил при обтекании потоком. Вращающий момент, действующий на диск, определяется как:
{\displaystyle M={\frac {4}{3}}\rho a^{3}v^{2}\sin \theta ,}
где ρ - плотность среды; a - радиус диска, v - скорость в потоке за пределами искажения, вносимого диском, θ - угол между нормалью к диску и направлением потока.
Диском Рэлея пользуются как крутильными весами, помещая его обычно под углом θ=45° к направлению колебаний частиц среды, в положении наибольшей чувствительности. Квадратичная зависимость от скорости потока приводит к тому, что диск чувствителен как к постоянному, так и к переменному обтеканию. При распространении звуковых волн диск стремится стать перпендикулярно к направлению колебаний. Это происходит из-за того, что при обтекании пластинки давление по закону Бернулли больше с той стороны диска, где скорость меньше. Силы давления образуют вращающий момент, который уравновешивается за счёт упругости нити. При этом диск устанавливается к направлению потока под углом большим, чем 45°. По углу поворота диска определяют силу звука. В постоянном потоке угол поворота диск Рэлея пропорционален квадрату скорости, при звуковых колебаниях — квадрату амплитуды скорости, причём этот угол не зависит от частоты.
Применяется для измерений звука не только в газах, но и в воде. В этом случае следует учесть поправку на присоединённую массу и на увлечение диска потоком, зависящее от соотношения плотностей среды и диска. При этом массу диска и его момент инерции относительно вертикали следует заменить разностью между этими величинами и массой или моментом инерции среды в объёме диска. Недостатком диска Рэлея является чувствительность к конвекционным течениям.